# Hylophilus griseiventris
Hylophilus griseiventris är en fågelart i familjen vireor inom ordningen tättingar. Den betraktas oftast som en del av citronbröstad vireo (Hylophilus thoracicus), men urskiljs sedan 2016 som egen art av Birdlife International och IUCN. Den placeras av IUCN i hotkategorin livskraftig.
Fågeln förekommer i norra Sydamerika och delas in i två underarter med följande utbredning:
- H. g. aemulus – sydöstra Colombia, östra Ecuador, östra Peru och norra Bolivia
- H. g. griseiventris – östra Venezuela (Bolívar), Guyanaregionen och norra Brasilien (söderut till övre Río Purus i väster och till Amazonfloden i öster)